# Laguna de Suesca
Pour les articles homonymes, voir Suesca (homonymie).
La laguna de Suesca est un lac naturel d'une superficie de 5,4 km2, situé dans le département du Cundinamarca, en Colombie. Le lac est bordé par les municipalités de Suesca et Cucunubá, à environ 90 km au nord de Bogota.

## Protection
En 2006, la laguna de Suesca est déclarée réserve d'eau et réservoir de biodiversité dans le cadre de la lutte contre le changement climatique. Par la suite, les autorités ont lancé un plan environnemental visant à interdire les cultures alentour et leur irrigation avec les eaux du lac dont les résultats sont insuffisants en 2021.

## Incidence du changement climatique
En 2009, la laguna de Suesca est asséchée, mais grâce à l'augmentation des précipitations les deux années suivantes en raison du phénomène climatique La Niña, le niveau de l'eau avait réaugmenté. La laguna se retrouve de nouveau asséchée en 2021 et l'ingénieur Hernan Sandino dit avoir constaté autour du lac une diminution des précipitations lors des huit dernières années. Selon lui, il s'agirait des « effets du changement climatique que seuls certains inconscients nient encore ». Pour Humberto Hernandez, ingénieur à l'Autorité environnementale du département du Cundimarca, il faudrait plusieurs années pour recharger les sols en eau. Le phénomène s'avère être d'autant plus dramatique qu'avec le réchauffement climatique, l'intensité et la fréquence des épisodes de sécheresse risquent encore d'augmenter.